# Коваленко, Михаил Иванович (1872)
Михаи́л Ива́нович Ковале́нко (8 ноября 1872 — 10 января 1918) — русский агроном и общественный деятель, член IV Государственной думы от Полтавской губернии.

## Биография
Из потомственных дворян Полтавской губернии. Землевладелец Константиноградского уезда (1100 десятин).
Окончил Полтавское реальное училище и Ново-Александрийский институт сельского хозяйства и лесоводства со степенью агронома 1-й степени.
По окончании института занялся хозяйством в своем имении и общественной деятельностью. В 1898 году был избран членом Константиноградской уездной земской управы, но в том же году оставил должность. Затем служил земским начальником (1898—1906). Избирался почетным мировым судьей (с 1906), председателем Константиноградской уездной земской управы (1906—1912), гласным Полтавского губернского земства и Константиноградской городской думы. Был членом Союза 17 октября.
Кроме того, состоял членом Константиноградского сельскохозяйственного общества, председателем Константиноградского кредитного товарищества и Константиноградской земской кассы мелкого кредита.
На выборах в IV Государственную думу состоял выборщиком по Константиноградскому уезду от съезда землевладельцев. 29 сентября 1913 года на дополнительных выборах от общего состава выборщиков был избран на место К. А. Невиандта. Входил во фракцию центра. Состоял председателем комиссии об изменении общего устава о пенсиях и единовременных пособиях, а также членом комиссий: по исполнению государственной росписи доходов и расходов, по народному образованию, по рабочему вопросу, о народном здравии, по судебным реформам, финансовой.
В годы Первой мировой войны состоял уполномоченным 37-го передового отряда Красного Креста имени Константиноградского земства, выезжал на фронт. В дни Февральской революции был в Таврическом дворце. 27 февраля 1917 принимал участие в частном совещании членов Государственной думы в Полуциркульном зале, на котором предложил передать власть Совету старейшин ГД и заявил, что необходимо «вмешаться и стать во главе движения». 15 марта 1917 вместе с Н. Е. Пилипенко командирован Временным комитетом Государственной думы в 171-й пехотный полк, находившийся в Красном Селе. Там им удалось устранить все разногласия между солдатами и офицерами полка.
В апреле 1917 организовал в Константиноградском уезде Союз земельных собственников, который поддержал Временное правительство, осудил насильственный захват земли и выступил за обеспечение крестьян землей на началах отчуждения по справедливой оценке. 10 января 1918 года был убит большевиками в своем имении. Был холост.